# Bandeira de Pindamonhangaba
A Bandeira de Pindamonhangaba é um dos símbolos oficiais do município de Pindamonhangaba, uma subdivisão do estado de São Paulo. Foi idealizada por uma comissão presidida pelo professor Mário de Assis César e pelos professores Davi de Moura e José Wadie Milad.
Foi instituída pela lei n° 55 de 6 de Julho de 1950. 

## Simbolismo
- Cores:

O verde e o amarelo, cores da Bandeira Imperial, que simbolizavam perfeitamente a participação de Pindamonhangaba ao Grito do Ipiranga (O pessoal da região apoia com fervor a independência brasileira de portugal).
O vermelho e o branco - sangue e pureza - buscados da Bandeira Paulista, são a epopéia de 1932, na qual tomou heroicamente o dileto filho desta terra general Júlio Salgado, um dos comandantes das forças constitucionalistas. (Representa a luta por uma nova Constituição Federal na época de Getúlio Vargas, a chamada Revolução de 32).
- Adendos:

As fontes de riqueza do município, oriundas dos três reinos da natureza (animal, vegetal e mineral) perfeitamente representados pelo vermelho, verde e amarelo.
- Representação heráldica da bandeira:

- - Cruzeiro do sul:  Com suas estrelas de prata, diz-nos de nossa origem cristã, trazendo ainda no topo a estrela que, no auriverde pavilhão representa o glorioso Estado de São Paulo.

- - Faixa branca, interrompida no centro pelo céu azul, aquele lindo céu da noite estrelada da emancipação política (10 de julho de 1705), simboliza os dois rios ligados geográfica e historicamente à terra de Bicudo Leme: o Paraíba e o Ipiranga.

- - Diadema de ouro, mostra-nos o título de nobreza: "Princesa do Norte", que nos foi legado pelos nossos antepassados.

## Semelhanças

Bandeira do Tartaristão

A bandeira de Pindamonhangaba tem semelhança com a bandeira de duas repúblicas russas, Chechênia e Tartaristão. Além das bandeiras possuírem as mesmas cores ilustradas em três listras, elas seguem o mesmo padrão de cima para baixo, verde; branco e vermelho.